# 竺法汰
竺法汰（320年—387年），東莞郡（今山東省沂水縣東北）人，少與道安、竺法雅等師事佛圖澄。佛圖澄圓寂後，法汰以師禮事道安。道安避難至新野，即命法汰下京。法汰與弟子曇一、曇二等二十四人，沿長江東下。途中因疾停陽口，道安遣慧遠前來問疾。
法汰至都，止住瓦官寺。晉簡文帝深相敬重，請講《放光般若經》。開題大會，帝親臨，王侯公卿無不畢集。開講日，僧俗觀聽，士女成群。法汰形解過人，風姿可觀，含吐蘊藉，詞若蘭芳，名士王洽、王珣、謝安等皆表欽敬。
法汰於京，仍與道安維持密切往來，如法汰曾書問道安有關「三乘」、「六通」與「神」等問題，道安也於尋獲《光讚般若經》後，立即手抄一本遣徒往送法汰。法汰晚年所收弟子，以提倡「一闡提皆有佛性」的道生最為有名。法汰以晉太元十二年卒，春秋六十有八。